# 圣马丹叙拉尚布尔
圣马丹叙拉尚布尔（法語：Saint-Martin-sur-la-Chambre，發音：[sɛ̃ maʁtɛ̃ syʁ la ʃɑ̃bʁ]，意为“拉尚布尔上方的圣马丹”）是法国萨瓦省的一个市镇，属于圣让德莫里耶讷区。

## 地名
法语人名在日常人名译名以及《世界人名翻譯大辭典》、《法语姓名译名手册》等主流人名译名类书籍资料中多译作“马丁”，不过在《世界地名翻译大辞典》、《世界地名译名词典》和《法国地图册》等主流地名译名类书籍资料中多译作“马丹”。

## 地理
圣马丹叙拉尚布尔（45°21'55"N, 6°19'0"E）面积4.69 平方千米，位于法国奥弗涅-罗讷-阿尔卑斯大区萨瓦省，该省份为法国东部省份，历史上为薩伏依的一部分，北起上萨瓦省，西接伊泽尔省和安省，南部和东部与上阿尔卑斯省和意大利接壤。
与圣马丹叙拉尚布尔接壤的市镇（或旧市镇、城区）包括：拉尚布尔、圣阿夫尔、圣弗朗索瓦-隆尚。
圣马丹叙拉尚布尔的时区为UTC+01:00、UTC+02:00（夏令时）。

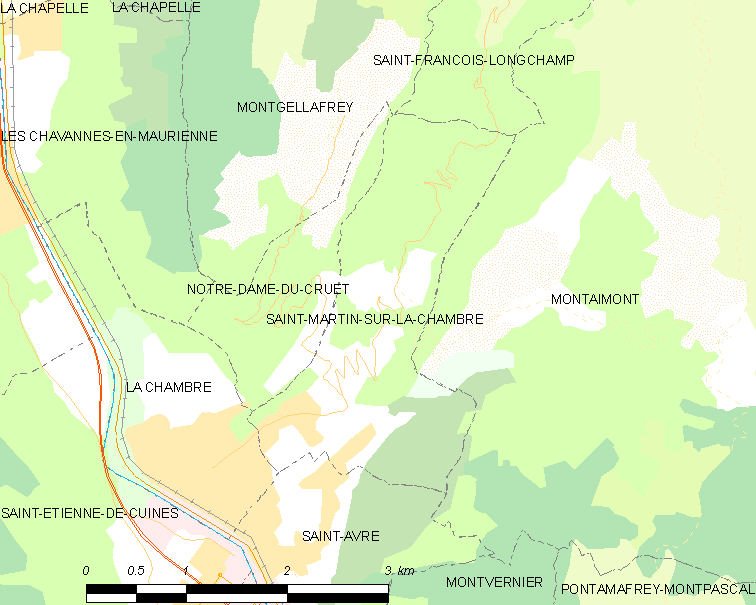
圣马丹叙拉尚布尔的OSM定位图

## 行政
圣马丹叙拉尚布尔的邮政编码为73130，INSEE市镇编码为73259。

## 政治
圣马丹叙拉尚布尔所属的省级选区为圣让德莫里耶讷县。

## 人口

1962-2008年间圣马丹叙拉尚布尔人口变化图示

圣马丹叙拉尚布尔于2022年1月1日时的人口数量为530人。